# Šaľa
Šaľa (bis 1927 slowakisch „Šaľa nad Váhom“ oder „Šaly“; deutsch selten Schala oder Schelle, ungarisch Vágsellye – bis 1882 Sellye) ist eine Kleinstadt in der westlichen Mittelslowakei und gibt einem gleichnamigen Okres Šaľa den Namen. Die Stadt hat 19.934 Einwohner (31. Dezember 2024). Im Ort gibt es eine ungarische Minderheit von 18 % der Bevölkerung.

## Lage
Die Stadt liegt zu beiden Seiten des Unterlaufs der Waag, dabei liegen der alte Stadtkern und der Ortsteil Hetméň/Hetmín am rechten Waagufer. Seit 1960 gehört auch der linksufrige Ort Veča zur Stadt.

## Geschichte
Die im nördlichen Teil der Donauebene, an beiden Ufern des Flusses Waag (Váh) liegende Stadt Šaľa wurde in den Geschichtsbüchern dank eines Fundes des Schädels eines Neandertalers eingetragen, dessen Alter auf 60.000 bis 45.000 Jahre geschätzt wird.
Die Stadt entwickelte sich in einem Gebiet, das in Mitteleuropa eine nicht unbedeutende Rolle spielte. Die erste schriftliche Erwähnung des Ortes stammt aus dem Anhang der Gründungsurkunde der Abtei von Pannonhalma, die im 1002 unter dem Namen Terra Wag (Waag-Land) von dem ungarischen König Stephan I. ausgestellt wurde. Die günstige Lage, die nähe des Flusses Waag sowie die Tatsache, dass die Stadt auf der Kreuzung der sogenannten Böhmischen Straße und der Straße von Neutra nach Preßburg lag, prädestinierten ihre Entwicklung in den folgenden Jahrhunderten.
Schon 1252, nachdem die Stadt von den Tataren völlig zerstört wurde, schenkte sie Béla IV. dem neu gegründeten Prämonstratenserkloster in Turiec. Šaľa und der dazugehörende Herrenhof blieben das Eigentum des Klosters bis zum 16. Jahrhundert. Dies brachte auch eine Änderung in der Rechtsstellung der Stadt. Die Erklärung zum Städtchen durch die von König Ferdinand I. im Jahre 1536 ausgestellte Verleihungsurkunde war mit dem Recht verbunden, regelmäßig Wochenmärkte und zwei Jahrmärkte zu veranstalten. Als Andenken an diese erfolgreiche Markttradition finden auch heute regelmäßige Märkte statt.
Im Jahre 1598 übersiedelte das in Ungarn berühmte Jesuitenkollegium aus Kláštor pod Znievom nach Šaľa.
Die Entwicklung der Stadt setzte sich trotz vieler Katastrophen, vor allem der häufigen Überschwemmungen und Epidemien, auch im 19. Jahrhundert fort. Einen großen Beitrag dazu leistete der Bau der Eisenbahnstrecke Wien–Budapest mit der Waagbrücke im Jahre 1850. In der zweiten Hälfte des 19. Jahrhunderts wurde Šaľa zum administrativen Zentrum eines Stuhlbezirkes im Komitates Nitra.
Im Kulturleben der Stadt der Wende vom 19. bis zum 20. Jahrhundert spielten verschiedene wichtige Vereine sowie die vor dem Ersten Weltkrieg gegründete Druckerei des David Kollmann eine große Rolle.
In der ersten Tschechoslowakischen Republik blieb die Stadt ein Bezirkszentrum. Am 2. November 1938 wurde sie im Sinne des Wiener Schiedsspruchs an Ungarn abgetreten, wobei sie sich auch während dieser Zeit ihre administrative Funktion bewahrte. Sala wurde am 31. März 1945 befreit und blieb in der wiederhergestellten ČSSR bis 1960 eine Bezirksstadt.
Seit 1996 ist die Stadt Šaľa wieder der Sitz des Bezirkes Šaľa.

## Bevölkerung
| Jahr:                | 1994.  | 2004.   | 2014.   | 2024.    |
| -------------------- | ------ | ------- | ------- | -------- |
| Anzahl der Personen: | 25.284 | 24.506  | 22.938  | 19.934   |
| Unterschied:         |        | -3,07 % | -6,39 % | -13,09 % |

| Jahr:                | 2023.  | 2024.   |
| -------------------- | ------ | ------- |
| Anzahl der Personen: | 20.239 | 19.934  |
| Unterschied:         |        | -1,50 % |

## Sehenswürdigkeiten

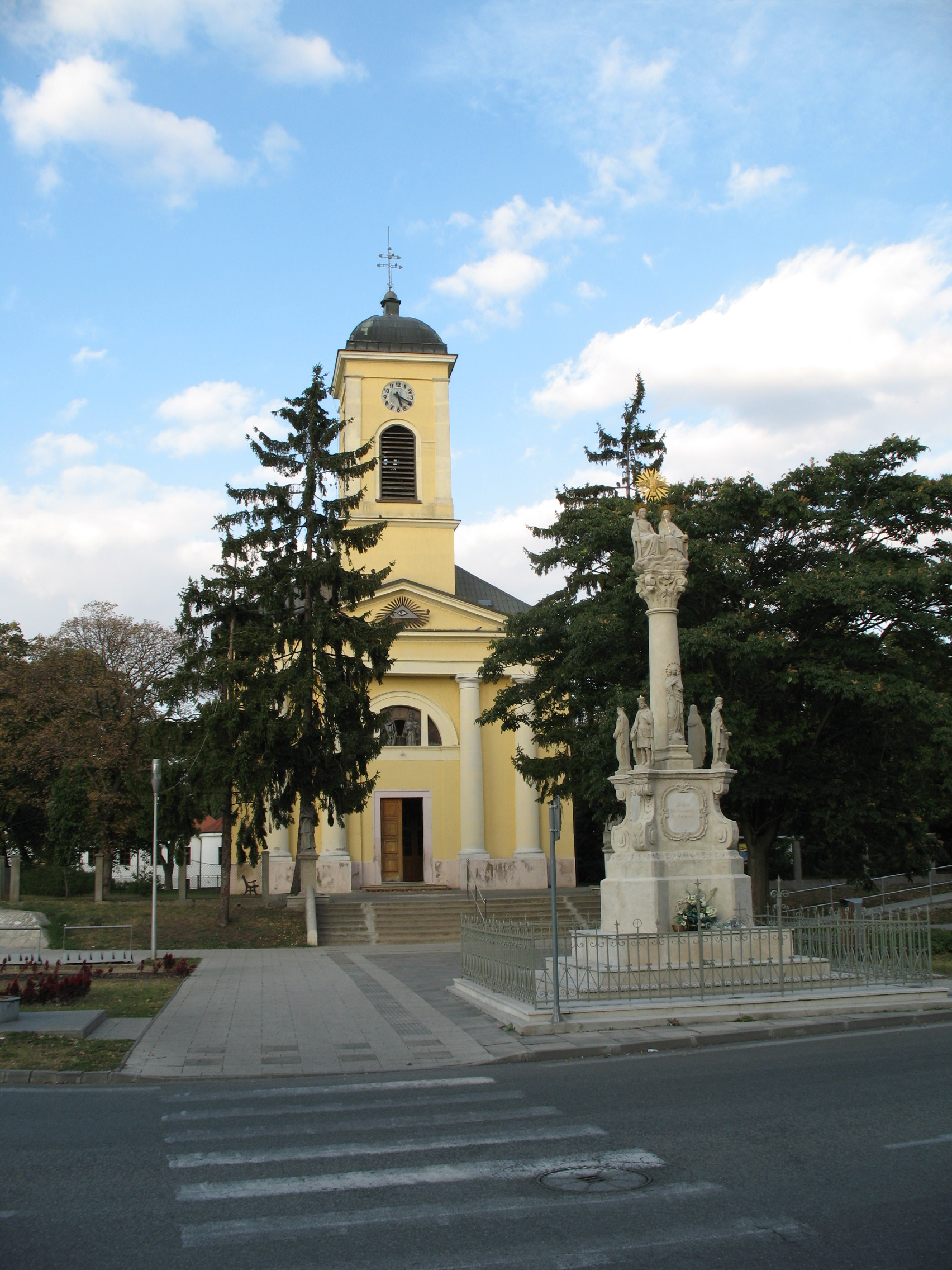
St. Margaretenkirche und Dreifaltigkeitssäule

- Zu den wichtigsten Wahrzeichen der Stadt zählt die römisch-katholische St. Margaretenkirche. Dieser klassizistische Bau, der in den Jahren 1828–1837 auf der Stelle einer älteren Kirche aus dem 16. Jahrhundert errichtet wurde, zieht die Blicke der Besucher des Stadtzentrums auf sich. Der Erbauer der heutigen Kirche war Juraj Schwartz. Die Kirche ist ein Kulturdenkmal und ist in der Denkmalliste der slowakischen Republik unter der Nummer 405-54/0 im Jahre 1963 registriert worden.

- Die Kirche befindet sich auf dem Trinitatisplatz mit der einzigartigen Statuengruppe der hl. Dreifaltigkeit. Sie wurde 1895 als Andenken an ein außerordentliches Ereignis aus dem Jahre 1886 errichtet, als der Turm der Kirche von einem Kugelblitz getroffen wurde, wobei die Kirche keinen ernsten Schaden erlitten hatte. Die Statuengruppe errichteten die Einwohner von Šaľa aus eigenen Mitteln. Die Steinmetzarbeiten sind das Werk des hiesigen Meisters J. Mudry.

- Im Stadtteil Veča befindet sich eine 1895 klassizistisch umgebaute barocke Kirche. Diese römisch-katholische Kirche wird schon im 14. Jahrhundert erwähnt.

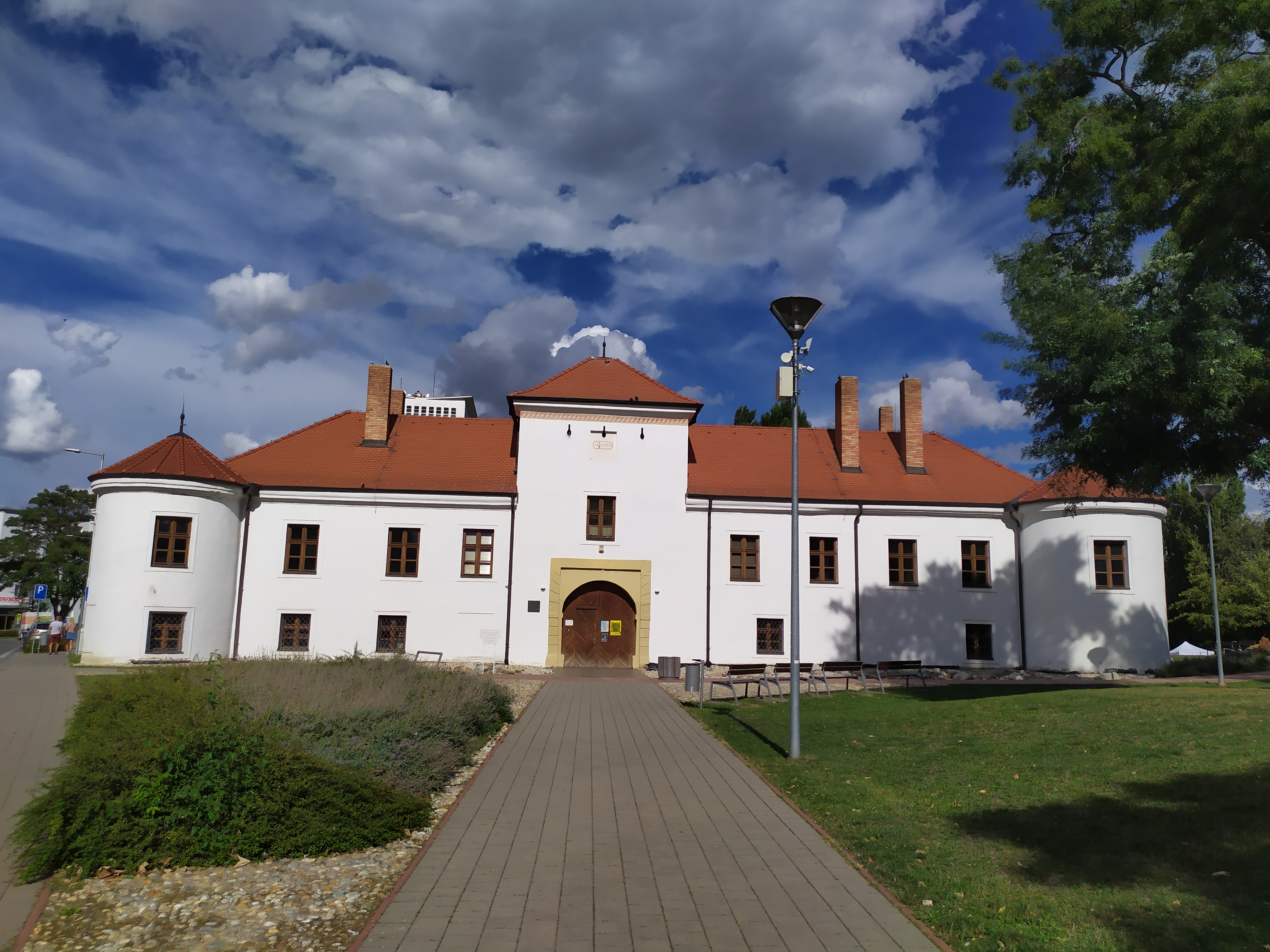
Blick auf das Schloss

- Die wichtigste Sehenswürdigkeit im Stadtgebiet ist das Renaissanceschloss. Der ursprünglich als Wasserburg errichtete Bau steht wahrscheinlich auf einem Fundament aus dem 16. Jahrhundert. In diesem Bau, geplant vom Architekten Syrotha Kilian aus Mailand nach dem Vorbild des Palastes der Thurzo-Familie in Veľká Bytča, hatte das Jesuitenkollegium seinen Sitz. Heute dient das Schloss als Sitz des Bezirksarchivs, dessen Hof sich hervorragend für verschiedene Musikveranstaltungen eignet. Dieses Bauwerk ist ein Kulturdenkmal und wurde in der Denkmalliste der slowakischen Republik unter der Nummer 405-52/0 im Jahre 1963 registriert.

- Im Zentrum der Stadt befindet sich das sehenswerte Haus der volkstümlichen Wohnkultur, das 1730 errichtet wurde. Es ist als Kulturdenkmal unter der Nummer 405-53/0 der Denkmalliste der slowakischen Republik geschützt. Es ist in der zu seiner Entstehungszeit üblichen Bauweise als Fachwerkhaus mit einer Ausfachung aus Zweiggeflecht und Lehm erbaut. Es ist verputzt und hat ein Schilfdach.

- Die Statue des Heiligen Georg im Kampf mit dem Drachen stammt aus der zweiten Hälfte des 19. Jahrhunderts. Nach den Vermutungen der Historiker wurde diese Statue von einem unbekannten einheimischen Künstler geschaffen. Sie ist ein Kulturdenkmal und wurde in der Denkmalliste der slowakischen Republik unter der Nummer 405-55/1 im Jahre 1963 registriert.

- Die Statue des Heiligen Florian stammt wahrscheinlich aus dem frühen 19. Jahrhundert. Sie zeigt den Heiligen Florian, der ein brennendes Haus löscht. Dieser ist einer der 14 Nothelfer und Schutzpatron gegen Feuer, Dürre und Überschwemmungen. Die Statue befindet sich vor der römisch-katholischen Kirche und wurde von einem unbekannten Künstler geschaffen.

- Weiter befinden sich im Zentrum auch das Rathaus, das Bezirksamt und ein Hotel. Zur angenehmen Atmosphäre des Stadtzentrums trägt auch die neu gestaltete Fußgängerzone bei.

## Infrastruktur und Wirtschaft

### Wirtschaft
Šaľa ist eine Stadt mit gut entwickelter Industrie und Landwirtschaft, mehrere wichtige Betriebe wählten es als ihren Standort. Auch der Dienstleistungssektor hat gute Fortschritte erzielt.

### Verkehr
Straßen- und Bahnverbindungen bestehen mit den Nachbarstädten Nitra, Nové Zámky, Galanta, Dunajská Streda sowie mit Košice, Prag und Budapest. Die Schiffbarkeit des Unterlaufs der Waag ist eine wichtige Voraussetzung der Nutzung des Flusses für Erholungs- und Verkehrszwecke.

### Bildung und Kultur
In Šaľa haben heute Institutionen des Verwaltungs-, Gerichts-, Schul- und Gesundheitswesens sowie Kulturinstitutionen ihren Sitz.
Sieben Volksschulen, ein Gymnasium, eine Kunstschule, eine Handelsakademie sowie mehrere Mittelschulen (SPS, SPSCH, SOUCH, SOUP) stehen den Schülern zur Verfügung.
Das rege Kulturleben der Stadt spielt sich in diversen Einrichtungen ab. Den Einwohnern stehen z. B. ein Kulturhaus und Gemeinschaftshaus in Šaľa–Veca, zwei Kinos, ein Theater-Estradesaal, ein Puppentheater und ein Sommerkino zur Verfügung. Eine regelmäßige Veranstaltung ist das Theaterfestival Salaniny.

### Sport- und Freizeiteinrichtungen
Sporthalle, Bowlingbahn, Tennisplätze, Schwimmbad, Wassersportareal beim Wasserkraftwerk Kráľová nad Váhom (Baden, Segeln, Windsurfing, Wasserskiport und Fischfang), Fitnesscenter, Saunen, Fußballplätze und Winterstadion schaffen gute Voraussetzungen für Sport und Erholung. Der Reitsport ist an der Berufsschule SOUP beheimatet.
Die Auen der Mäander der Waag sind ein Paradies für Fischer und Jäger.

### Fremdenverkehr
Der Fremdenverkehr in der Region Šaľa ist mit der Nutzung der Thermalquellen verbunden. Das Thermalschwimmbad unweit der Gemeinde Diakovce zählt zu den größten, am besten ausgestatteten und zugleich ältesten Tourismuseinrichtungen in der Umgebung der Stadt.
Nahe Kráľová nad Váhom befindet sich der Streichel- und Kinderzoo Humanita mit mehr als 20 Tierarten, Pony- oder Pferdereiten und Reitschule für Kinder und Erwachsene.

## Städtepartnerschaften
Die Stadt Šaľa unterhält freundschaftliche Beziehungen mit ihren Partnerstädten Kuhmo in Finnland, Oroszlány in Ungarn, Telč in der Tschechischen Republik, Końskie in Polen und mit Mohyliw-Podilskyj in der Ukraine.

## Persönlichkeiten

### Söhne und Töchter der Stadt
- János Feketeházy (1842–1927), ungarischer Eisenbahntechniker
- Oldřich František Korte (1926–2014), tschechischer Komponist
- Attila Kaszás (1960–2007), ungarischer Schauspieler
- Lívia Ághová (* 1963), slowakische Opernsängerin (Sopran)
- Zuzana Hlavoňová (* 1973), tschechische Hochspringerin
- Nikolas Špalek (* 1997), slowakischer Fußballspieler

### Mit der Stadt verbunden
Hier lebten und arbeiteten bedeutende Persönlichkeiten wie der berühmte Brückenkonstrukteur János Feketeházy, Péter Pázmány, der im dortigen Jesuitenkollegium tätig war und Joseph Sellyei-Miskovic, Volksschriftsteller und Dichter.